# Migas con chocolate
Las migas con chocolate es un plato de migas típico de algunas regiones del levante español, así como de la cocina manchega y la aragonesa. Esta preparación suele tomarse como desayuno o como merienda en diversas zonas de España. La preparación es similar a la de las migas, con la particularidad del empleo de chocolate (en algunas ocasiones de cacao en polvo) desmigado. Es habitual que los restos de migas se empleen en la elaboración de este plato añadiendo chocolate al día siguiente.  

## Variantes
Estas migas también suelen denominarse en Castilla-La Mancha migas mulatas por su oposición a las migas canas, elaboradas con leche y de aspecto blanquecino.